# Fjodor Ivanovič Talizin
Fjodor Ivanovič Talizin (rusko Фёдор Ива́нович Талы́зин), ruski general, * 1773, † 1844.
Bil je eden izmed pomembnejših generalov, ki so se borili med Napoleonovo invazijo na Rusijo; posledično je bil njegov portret dodan v Vojaško galerijo Zimskega dvorca.

## Življenje
Leta 1775 je vstopil v Preobraženski polk in naslednje leto je bil premeščen v Izmailovski polk. 1. januarja 1790 je bil povišan v zastavnika in 18. septembra 1798 je postal poveljnik polka. 4. novembra 1799 je bil povišan v generalmajorja in imenovan za poveljnika Selengiskega mušketirskega polka. 27. avgusta 1800 je bil upokojen, a se je že 13. julija istega leta vrnil nazaj v vojaško službo. 
5. novembra 1801 je bil imenovan za poveljnika Butirskega mušketirskega polka; na tem položaju je ostal do 17. januarja 1802. 30. januarja 1804 je bil imenovan za poveljnika Sevastopolskega mušketirskega polka. Z njim se je leta 1804 udeležil bojev na Kavkazu proti Perzijcem; v bojih je bil dvakrat ustreljen v desno nogo in zadet s sabljo po glavi. 18. novembra istega leta se je upokojil zaradi ran. 
14. avgusta 1812 je bil sprejet v moskovsko milico kot poveljnik 3. opolčenčeskega lovskega polka, nato pa je postal poveljnik 3. divizije moskovske milice. Odlikoval se je v bojih, tako da je bil 31. avgusta istega leta sprejet v redno vojsko in postal je poveljnik 2. brigade 7. pehotne divizije. 
Po premirju je postal poveljnik celotne divizije in se odlikoval v bojih proti Francozom v bitkah za Dresden, za Leipzig in za Mainz. Po vojni je postal poveljnik več brigad v 18. pehotni diviziji, nato pa je bil 9. aprila 1816 imenovan za poveljnika 16. pehotne divizije in 14. novembra 1817 je postal poveljnik 4. pehotne divizije ter 30. maja 1824 poveljnik 11. pehotne divizije. 
27. marca 1820 je bil povišan v generalporočnika. Leta 1828 je bil obtožen nepravilne porabe proračuna, tako da je bil 16. septembra razrešen poveljstva in 18. decembra istega leta je bil na podlagi sodišča nečastno odpuščen. Leta 1839 ga je car Nikolaj I. Ruski pomilostil tako, da se je lahko upokojil z vojaško pokojnino.